# オヴィーリオ
オヴィーリオ（伊: Oviglio）は、イタリア共和国ピエモンテ州アレッサンドリア県にある、人口約1,200人の基礎自治体（コムーネ）。

## 地理

### 位置・広がり
| 隣接するコムーネは以下の通り。括弧内のATはアスティ県所属を示す。 - アレッサンドリア - ベルガマスコ - ボルゴラット・アレッサンドリーノ - カレンティーノ - カステッラッツォ・ボルミダ - フェリッツァーノ - インチーザ・スカパッチーノ (AT) - マージオ - ソレーロ |

### 地震分類
イタリアの地震リスク階級 (it) では、4 に分類される
。

## 行政

### 分離集落
オヴィーリオには、以下の分離集落（フラツィオーネ）がある。
- Rampina, Regione Boschi